# Coppa Italia 1942/43
Die Coppa Italia, der bedeutendste italienische Pokalwettbewerb, begann in der Saison 1942/43 am 13. September 1942 mit den Erstrundenspielen. Das Finale fand am 30. Mai 1943 zwischen AC Turin und dem AC Venedig statt und wurde in der Arena Civica in Mailand ausgetragen. AC Turin entschied das Finale mit einem 4:0 für sich. Dies war der erste Pokalsieg in der Vereinsgeschichte für die AC Turin.

## Runde Serie B
|              | Ergebnis |                |
| ------------ | -------- | -------------- |
| US Cremonese | 2:1      | Brescia Calcio |
| AC Fanfulla  | 6:1      | AS Savona      |

## 1. Runde
|                  | Ergebnis     |                       |
| ---------------- | ------------ | --------------------- |
| Atalanta Bergamo | 3:1          | AC Liguria            |
| AS Bari          | 0:3          | AS Rom                |
| FC Bologna       | 2:0          | Ambrosiana-Inter      |
| CFC Genua        | 5:3          | Spezia Calcio         |
| AS Livorno       | 2:1          | AC Florenz            |
| MATER Roma       | 1:6          | Juventus Turin        |
| FC Modena        | 2:0          | US Alessandria Calcio |
| SSC Neapel       | 1:2          | Lazio Rom             |
| Novara Calcio    | 11:1 n. V. 1 | US Palermo            |
| Padova Calcio    | 3:5          | AC Mailand            |
| AC Pisa          | 0:1          | US Cremonese          |
| AC Turin         | 7:0          | Anconetana Bianchi    |
| US Triestina     | 3:0          | AC Fanfulla           |
| Udinese Calcio   | 2:1 n. V.    | Pescara Calcio        |
| AC Venedig       | 2:1          | AC Siena              |
| Vicenza Calcio   | 3:0          | Pro Patria            |

## Achtelfinale
|                  | Ergebnis |                |
| ---------------- | -------- | -------------- |
| Atalanta Bergamo | 0:2      | AC Turin       |
| US Cremonese     | 0:1      | Udinese Calcio |
| Juventus Turin   | 2:3      | Lazio Rom      |
| US Livorno       | 2:3      | AC Mailand     |
| FC Modena        | 0:4      | FC Bologna     |
| US Palermo       | 20:2 2   | AC Venedig     |
| AS Rom           | 2:1      | US Triestina   |
| Vicenza Calcio   | 0:1      | CFC Genua      |

## Viertelfinale
|            | Ergebnis |                |
| ---------- | -------- | -------------- |
| AC Turin   | 5:0      | AC Mailand     |
| Lazio Rom  | 1:2      | AS Rom         |
| AC Venedig | 3:2      | Udinese Calcio |
| FC Bologna | 2:5      | CFC Genua      |

## Halbfinale
|            | Ergebnis |           |
| ---------- | -------- | --------- |
| AC Turin   | 2:0      | AS Rom    |
| AC Venedig | 3:0      | CFC Genua |

## Finale
| AC Turin                                   | AC Turin | AC Venedig | AC Venedig |
| ------------------------------------------ | --- | --- | ---------- |
| AC Turin                                   | \| 30. Mai 1943 in Mailand (Arena Civica) \| \| Ergebnis: 4:0 (1:0) \| \| Schiedsrichter: Giuseppe Zelocchi (Modena) \|                                                                                          | \| 30. Mai 1943 in Mailand (Arena Civica) \| \| Ergebnis: 4:0 (1:0) \| \| Schiedsrichter: Giuseppe Zelocchi (Modena) \| | AC Venedig |
| AC Turin                                   | Alfredo Bodoira, Sergio Piacentini, Osvaldo Ferrini, Cesare Gallea, Giacinto Ellena, Giuseppe Grezar, Franco Ossola, Ezio Loik, Guglielmo Gabetto, Valentino Mazzola, Pietro Ferraris Cheftrainer: Antonio Janni | Giuseppe Eberle, Víctor Tortora, Silvio Di Gennaro, Guglielmo Arienti, Sandro Puppo, Lidio Stefanini, Amedeo Degli Esposti, Bruno Novello, Francesco Pernigo, Walter Petron, Lanfranco Alberico Cheftrainer: János Vanicsek | AC Venedig |
| AC Turin                                   | 1:0 Franco Ossola (22.) 2:0 Pietro Ferraris (46.) 3:0 Franco Ossola (49.) 4:0 Valentino Mazzola (52.) | | AC Venedig |
| 30. Mai 1943 in Mailand (Arena Civica)     | | |            |
| Ergebnis: 4:0 (1:0)                        | | |            |
| Schiedsrichter: Giuseppe Zelocchi (Modena) | | |            |